# ألعاب إنفكتوس
الألعاب إنفيكتوس هي حدث رياضي دولي متعدد الرياضات أُقيم لأول مرة في عام 2014، مخصص للعسكريين والمحاربين القدامى الذين تعرضوا للإصابات أو الأمراض. كلمة "إنفيكتوس" كلمة لاتينية معناها "اللامهزوم"، وقد تم اختيارها لتجسد الروح القتالية لدى الأفراد العسكريين المصابين وما يمكنهم تحقيقه بعد الإصابة.
تأسست دورة ألعاب إنفيكتوس على يد الأمير هاري، بصفته راعياً لمؤسسة الصندوق الملكي لدوق ودوقة كامبريدج، وذلك بالتعاون مع السير كيث ميلز، وبالشراكة مع وزارة الدفاع. كانت فكرة تأسيس ألعاب إنفيكتوس مستوحاة من زيارة الأمير هاري في عام 2013 لدورة ألعاب المحاربين في الولايات المتحدة، حيث شهد قدرة الرياضة على المساعدة نفسياً وجسدياً.

## الافتتاحية

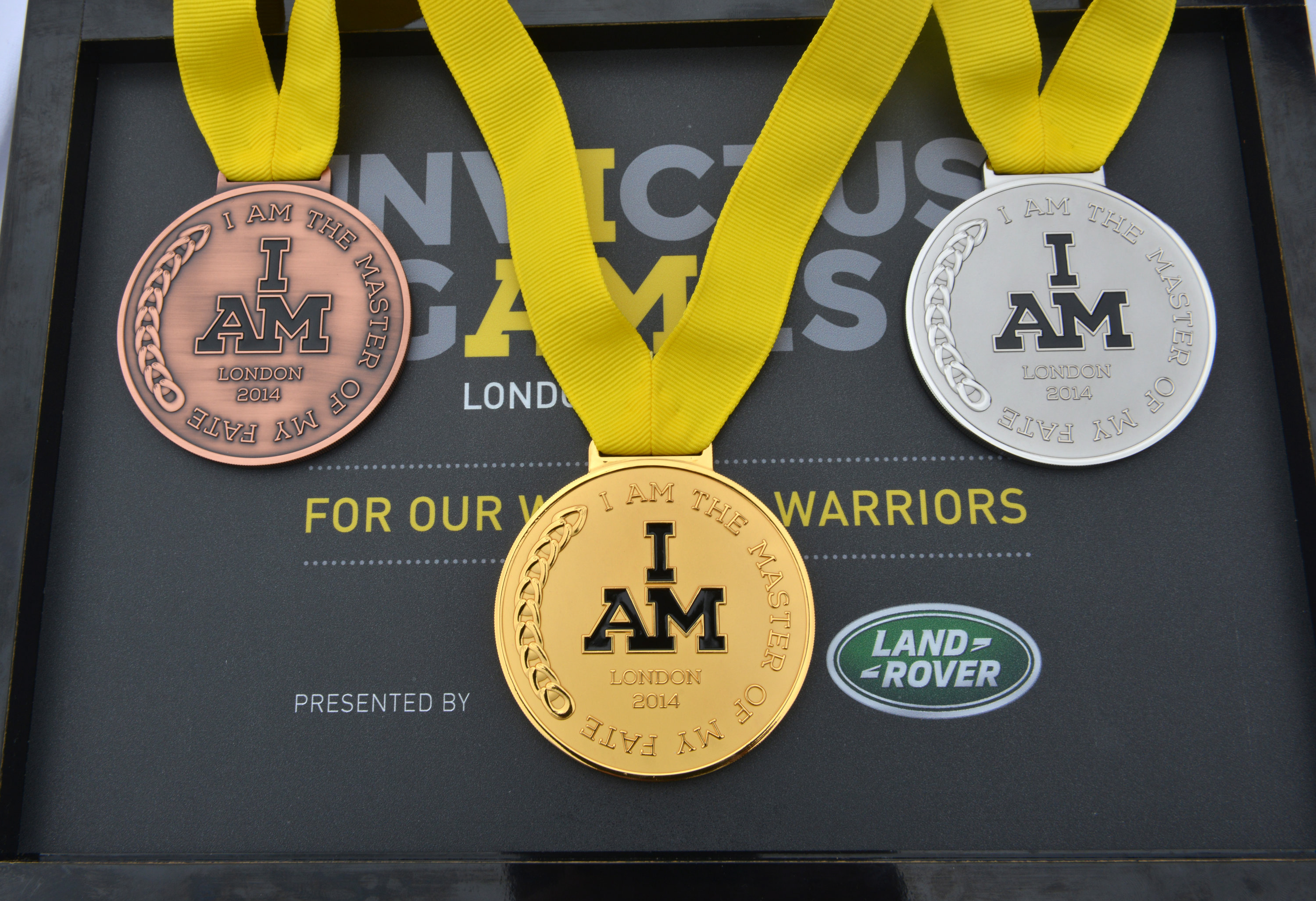
ميداليات لندن 2014.

أُطلقت الألعاب في 6 مارس 2014 من قبل الأمير هاري في صالة كوبر بوكس بلندن، التي كانت تستخدم كملعب خلال أولمبياد 2012. بعد أن شهد فريقاً بريطانياً يتنافس في دورة ألعاب المحاربين الأمريكية التي أُقيمت في كولورادو في عام 2013، أراد هاري أن يجلب حدث رياضي دولي مشابه إلى المملكة المتحدة. بدعم من عمدة لندن بوريس جونسون، ولجنة تنظيم الألعاب الأولمبية والبارالمبية بلندن ووزارة الدفاع، تم تنظيم الحدث على مدى عشرة أشهر. جاء تمويل بقيمة 500,000 جنيه إسترليني للمشروع من صندوق "إنديفور" التابع لمؤسسة الصندوق الملكي التي أنشأها الأمير هاري خصيصاً لتعافى المحاربين القدامى، وتم التعهد بمبلغ مماثل من قبل وزير المالية جورج أوسبورن من أموال الخزانة التي تم جمعها من الغرامات المفروضة على البنوك نتيجة لفضيحة ليبور. كما رعت شركة جاكوار لاند روفر الألعاب. وتم الإعلان عن شركة بوينغ كراعٍ في عام 2018 وأصبحت شريكاً رئيسياً في 2023. وقال الأمير هاري في حفل الإطلاق إن الألعاب ستُظهر "قوة الرياضة في إلهام الشفاء، ودعم إعادة التأهيل، وإظهار الحياة بعد الإعاقة". وأضاف أن الهدف طويل الأمد هو ضمان عدم نسيان الجنود المصابين مع انتهاء مشاركة بريطانيا في الحرب في أفغانستان.

## المدن المضيفة
| رقم | العام | المدينة       | الدولة           | المكان                          | الأمم | حفل الافتتاح      | حفل الختام        |
| --- | ----- | ------------- | ---------------- | ------------------------------- | ----- | ----------------- | ----------------- |
| 1   | 2014  | لندن          | المملكة المتحدة  | حديقة لملكة اليزابيث الأوليمبية | 14    | 10 September 2014 | 14 September 2014 |
| 2   | 2016  | اورلاندو      | الولايات المتحدة | شبكة ESPN العالمية للرياضة      | 15    | 8 May 2016        | 12 May 2016       |
| 3   | 2017  | تورنتو        | كندا             | مركز طيران كندا                 | 17    | 23 September 2017 | 30 September 2017 |
| 4   | 2018  | سيدنى         | استراليا         | حديقة سيدنى الأوليمبية          | 18    | 20 October 2018   | 27 October 2018   |
| 5   | 2020  | لاهاى         | هولندا           | Zuiderpark الحرم الرياضى        | 17    | 16 April 2022     | 22 April 2022     |
| 6   | 2023  | دوسلدورف      | ألمانيا          | ساحة لعبة ميركور                | 21    | 9 September 2023  | 16 September 2023 |
| 7   | 2025  | فانكوفر ويسلر | كندا             | مركز مؤتمرات فانكوفر            |       | 6 February 2025   | 17 February 2025  |
| 8   | 2027  | برمنغهام      | المملكة المتحدة  | المركز الوطنى للمعارض           |       |                   |                   |

أُقيمت دورة ألعاب إنفيكتوس 2020 في عام 2022، بعد أن تم تأجيلها في البداية إلى عام 2021، ولكن تم تأجيلها لاحقا إلى عام 2022، بسبب جائحة كوفيد-19.

## مؤسسة إنفيكتوس للألعاب
تُعد مؤسسة ألعاب إنفيكتوس المالكة للعلامة التجارية والمشرفة على اختيار المدن المستقبلية المضيفة. وهي مسؤولة عن إدارة الرياضة والمنافسات، وقوانينها، وتصنيفاتها، وعلامتها التجارية.
بدأت عملية تقديم العروض للألعاب المستقبلية في نوفمبر 2014.

### الإدارة
الأشخاص المسؤولون عن إدارة المؤسسة هم:
- الراعى: الأمير هاري
- رئيس المجلس: تشارلز ألين، بارون ألين من كنسينغتون

### أعضاء مجلس الأمناء:
- إدوارد لين فوكس
- ميلاني ريتشاردز
- بادي نيكول
- كارين بريجز
- جيه جيه تشالمرز
- كوني وينتينغ
- جوناثان إدواردز

### الطاقم التنفيذي
- الرئيس التنفيذي: دومينيك ريد
- مدير العمليات: ريتشارد سميث
- مدير المالية: كارولين ليدارد
- مدير الاتصالات: سام نيويل
- المدير التجارى وجمع التبرعات: مات كوليس
- مدير المنح والبرامج: ميكايلا ريتشاردز
- مدير التنمية الدولية: ديفيد وايزمان
- مدير الاتصالات الرقمية: بول سوندرز
- مدير برنامج المساعي: فيونا كرانسويك
- مدير العمليات: كارولين ديفيس
- المدير التنفيذي لمجتمع إنفيكتوس: جوش بوجي
- المدير التنفيذي لعمليات المنح والدعم: هيلين بريدل
- مدير إدارة إنفيكتوس: أنجيلو أندرسون

### السفير
تم تعيين لويس هاميلتون، بطل العالم سبع مرات في سباقات الفورمولا 1، كأول سفير؛ وقد زار لويس منزل ساوث تيدورث قبل الإعلان. في يوليو 2015، كما دعا لويس بعض الرياضيين المشاركين في ألعاب إنفيكتوس إلى سباق الجائزة الكبرى البريطاني.

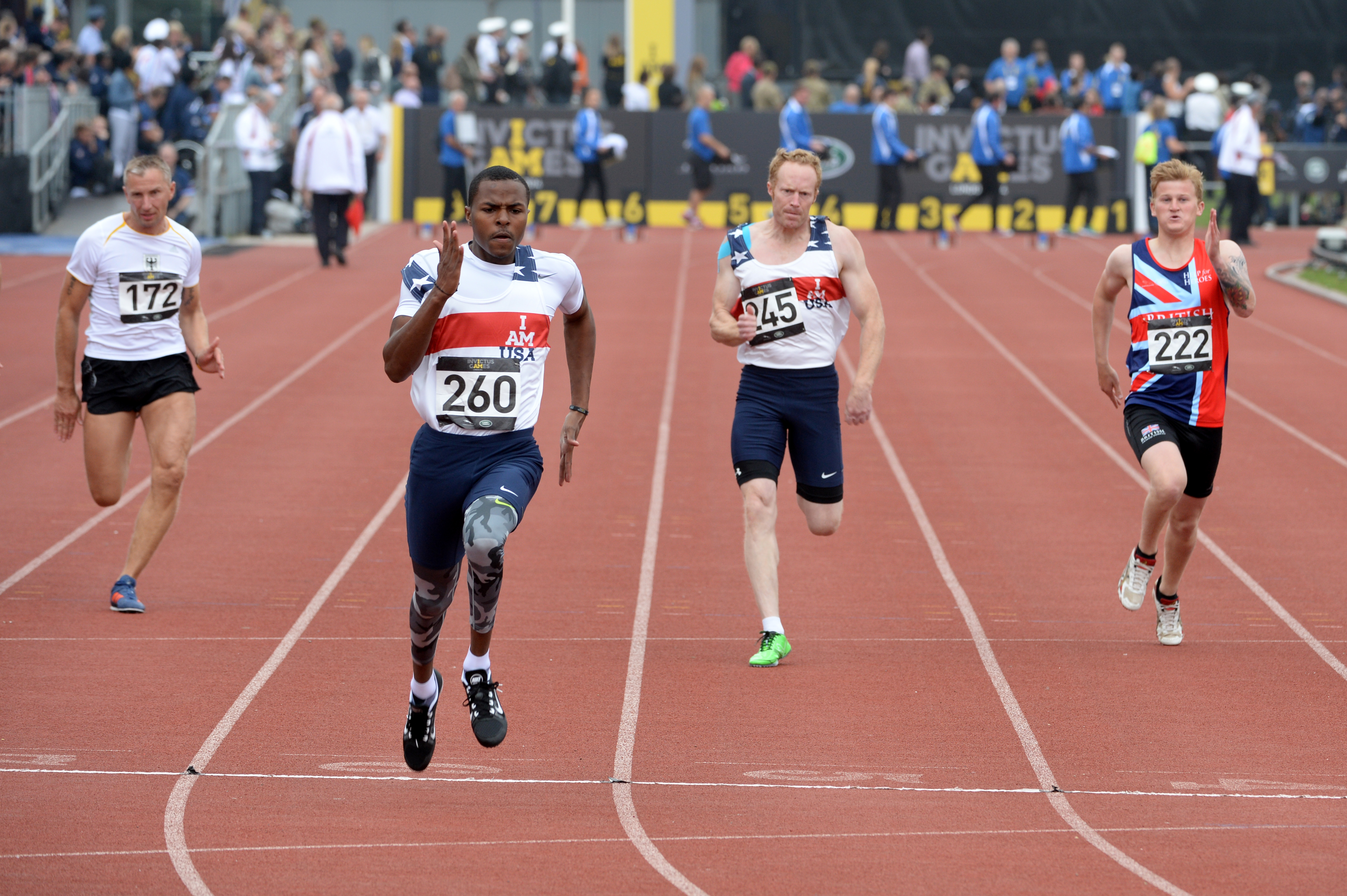
أربعة عدائين من ألمانيا، والمملكة المتحدة، والولايات المتحدة خلال تصنيفات سباق 100 متر في دورة ألعاب إنفيكتوس 2014.

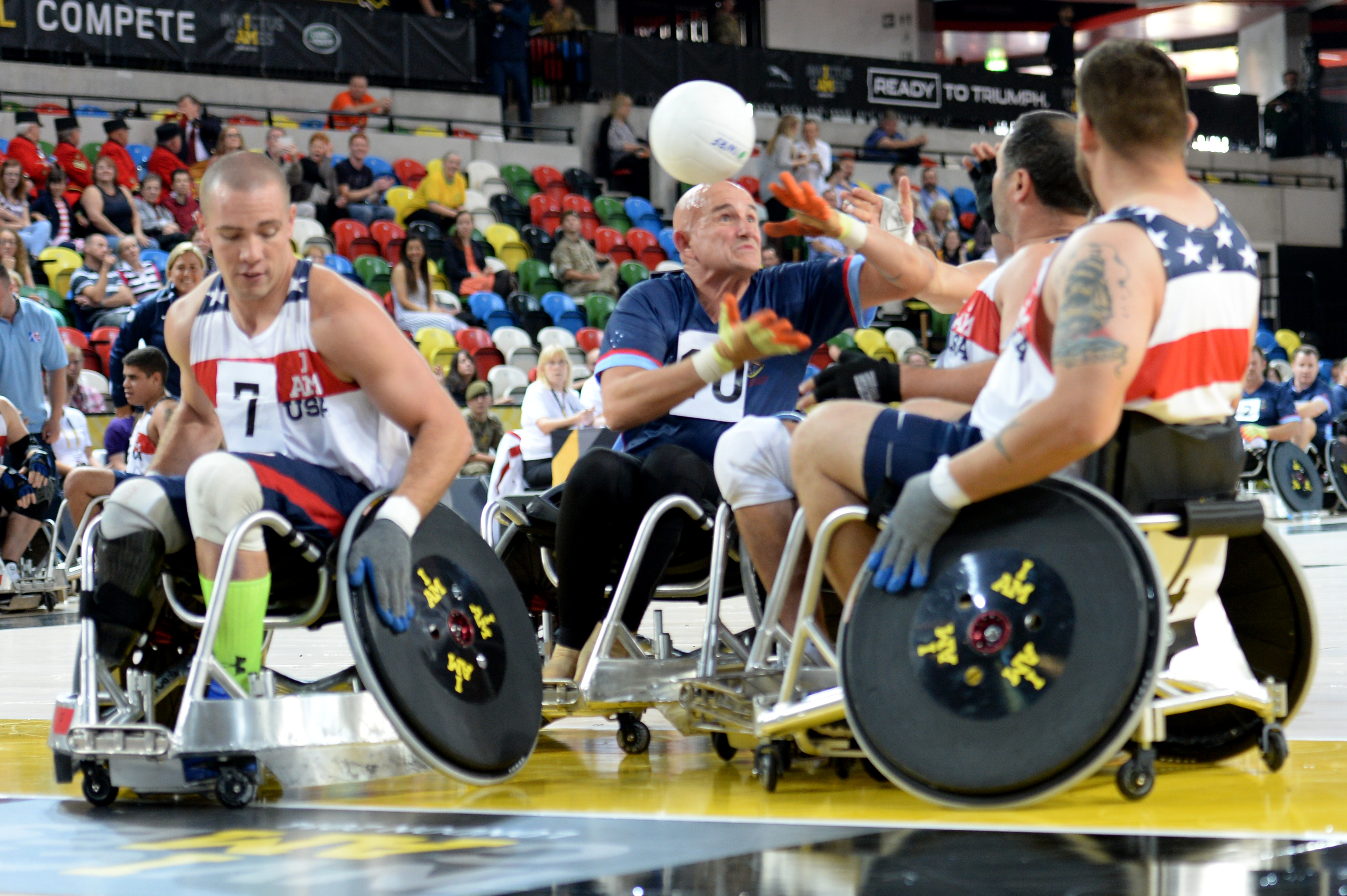
ثلاثة مدافعين أمريكيين يضربون الكرة بعيدا عن لاعبأسترالى خلال مباراة راكبين الكراسى المتحركة بين الولايات المتحدة وأستراليا في دورة ألعاب إنفيكتوس 2014.

## تاريخ دورة ألعاب إنفيكتوس

### دورة ألعاب إنفيكتوس 2014
أُقيمت أولى ألعاب إنفيكتوس في لندن خلال الفترة من 10 إلى 14 سبتمبر 2014. شارك حوالي 300 متسابق من 13 دولة قاتلت إلى جانب المملكة المتحدة في الحملات العسكرية الأخيرة. أقيمت الفعاليات التنافسية في العديد من الأماكن التي استخدمت خلال أولمبياد 2012، بما في ذلك صالة كوبر بوكس ومركز لي فالي لألعاب القوى. وتم بث الألعاب عبر هيئة الإذاعة البريطانية (BBC).
تمت دعوة 14 دولة للمشاركة في دورة الألعلب الأوليمبية 2014، منها 8 دول من أوروبا، و2 من آسيا، و2 من أمريكا الشمالية، و2 من أوقيانوسيا. لم تتم دعوة أى دولة من إفريقيا. شاركت الفرق من جميع الدول المدعوة، باستثناء العراق.
تم بثَّ الحفل الختامي على قناة بى بى سي الثاتية، وقام بتقديمه كل من كلير بالدينج وجريج جيمس. استضاف الحفل نيك غريمشاو وفيرن كوتون، كما شهد عروضاً حية من فرق مثل فو فايترز، كايزر تشيفز، جيمس بلانت، ريزل كيكس ، براين آدمز، وإيلي غولدينغ.

### دورة ألعاب إنفيكتوس 2016

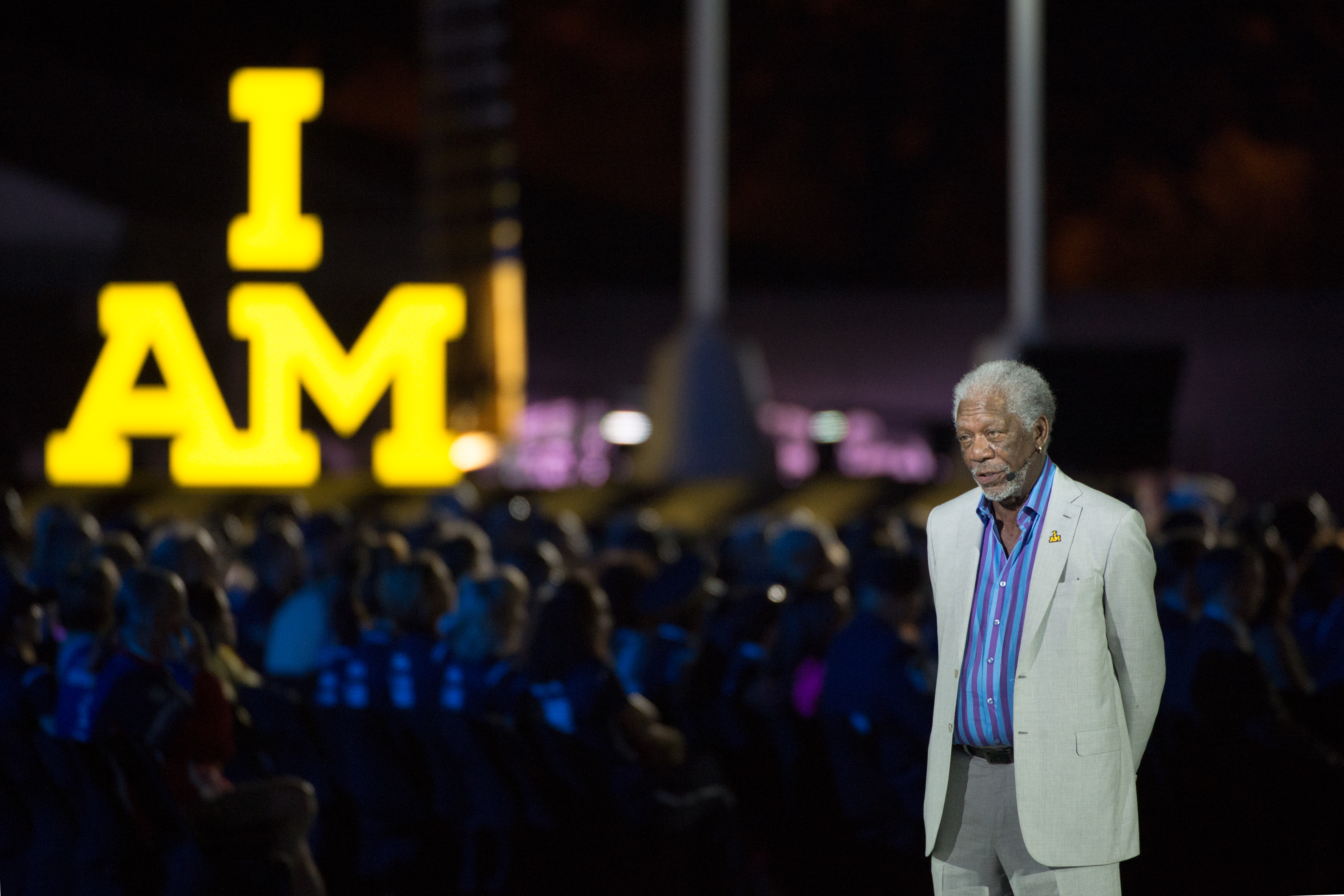
الممثل الحائز على جائزة الأوسكار مورجان فريمان يروى حفل اقتتاح دورة ألعاب إنفيكتوس 2016 في أورلاندو بولاية فلوريدا.

في 14 يوليو 2015، أعلن الأمير هاري أن ألعاب إنفيكتوس 2016 ستُقام في الفترة من 8 إلى 12 مايو 2016 في مجمع عالم الرياضة الواسع التابع لشركة ديزني في أورلاندو، بولاية فلوريدا.
في 28 أكتوبر 2015، أطلق الأمير هاري، وسيدة الولايات المتحدة الأولى ميشيل أوباما، والسيدة الثانية جيل بايدن، دورة ألعاب إنفيكتوس 2016 في فورت بلفوار.

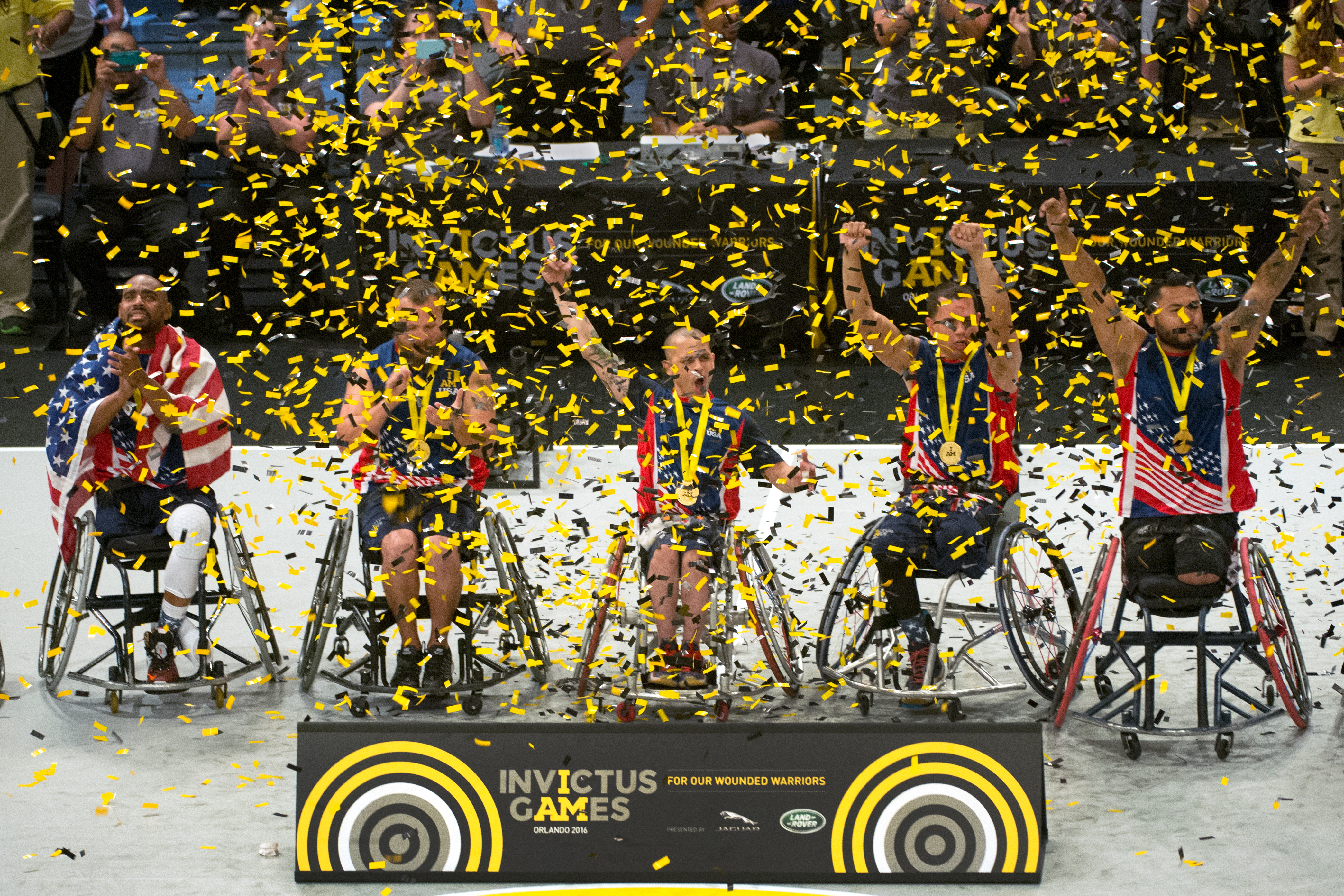
يحتفل اعضاء فريق كرة السلة على الكؤاسى المتحركة بفوزهم بالميدالبة الذهبية في دورة ألعاب انفيكتوس الامريكية 2016.

من أجل استضافة ألعاب إنفيكتوس في الولايات المتحدة، تم إنشاء شركة الرياضة التكيفية العسكرية (MASI)، والتي عملت على بناء النجاح الذي حققته ألعاب إنفيكتوس 2014 التي أُقيمت في لندن. شغل كين فيشر منصب رئيس مجلس الإدارة والرئيس التنفيذي لألعاب إنفيكتوس أورلاندو 2016.
تمت دعوة جميع الدول الـ14 لعودة المشاركة في دورة الألعاب الأولمبية 2014، في حين كانت الأردن هي الدولة الوحيدة التي تم دعوتها حديثاً.

### دورة ألعاب إنفيكتوس 2017
استضافت تورونتو دورة ألعاب إنفيكتوس 2017 في سبتمبر 2017 خلال الذكرى السنوية المئوية والخمسين لتأسيس كندا. بناءً على استضافة دورة الألعاب بان الأمريكية وألعاب بارا بان الأمريكية في 2015، خطط منظمو تورونتو لاستضافة المزيد من المتسابقين والدول والرياضات -مثل الأحداث الجليدية- مقارنةً بالمناسبات السابقة.
على عكس الألعاب السابقة التي أُقيمت في موقع واحد، استضافت عدة مواقع في منطقة تورونتو الكبرى الـ12 حدثاً رياضياً بالإضافة إلى حفل الافتتاح والختام. استضاف مركز طيران كندا الاحتفالات. كما استضاف موقع فورت يورك الوطني التاريخي مسابقات الرماية؛ استضافت ساحة ناثان فيليبس التنس على الكراسي المتحركة؛ استضافت قاعة ماتامى الرياضية في جامعة رايرسون التجديف الداخلي، ورفع الأثقال، وكرة الطائرة الجالسة، وكرة السلة على الكراسي المتحركة، وكرة الرجبى على الكراسي المتحركة؛ استضاف نادي سانت جورج للجولف مسابقة الجولف؛ واستضاف حي المستودعات تحدي قيادة سيارات جاكوار ولاند روفر؛ كما استضافت حديقة هاى بارك سباق الدراجات؛ واستضاف مركز بان آم الرياضي في تورنتو السباحة والكرة الطائرة الجالسة، وكرة السلة على الكراسي المتحركة؛ واستضاف استاد يورك ألعاب القوى.
كان مايكل بيرنز الرئيس التنفيذي لألعاب 2017، كما كانت التميمة الرسمية للألعاب "فيمي"، وهو كلب من نوع لابرادور.
تمت دعوة جميع الدول الـ15 التي شاركت في ألعاب 2016 للعودة، بالاضافة الى دعوات جديدة لرومانيا وأوكرانيا.

### ألعاب إنفيكتوس 2018
أُغلق تقديم العروض لاستضافة ألعاب إنفيكتوس 2018 في ديسمبر 2015. أعلنت جولد كوست في أستراليا عن نيتها في التقديم، باستخدام المنشآت التي بُنيت لألعاب الكومنولث 2018. في نوفمبر 2016، تم الإعلان عن سيدني، أستراليا، كمدينة مضيفة.
كان باتريك كيد الرئيس التنفيذي. أصدرت دار سك العملة الأسترالية عملة تذكارية بقيمة دولار واحد تحتوي على نص بلغة بريل في فترة التحضير للألعاب.
تمت دعوة جميع الدول الـ17 التي شاركت في ألعاب 2017 للعودة، مع دعوة جديدة لبولندا.

### ألعاب إنفيكتوس 2020
كان من المقرر أن تُقام الألعاب في الفترة من 9 إلى 16 مايو 2020 في ملعب زويتر بارك في لاهاي بهولندا، ولكن تم تأجيلها إلى عام 2021 بسبب جائحة كوفيد- 19. ثم تم تأجيلها مرة أخرى إلى ربيع 2022. وكانت التواريخ الجديدة من 16 إلى 22 أبريل 2022.
في أبريل 2021، تم الإعلان عن أن سلسلة الوثائقيات "قلب الجريح"، وهى سلسلة وثائقية من انتاج نتفليكس بالشراكة مع ألعاب إنفيكتوس وأركويل، ستتابع المتسابقين من ألعاب إنفيكتوس 2022. سيقوم الأمير هاري بالإنتاج التنفيذى للسلسلة وسيظهر ذلك على الشاشات. وسيتوجه بالتمويل الناتج عن السلسلة الوثائقية الى مؤسسة ألعاب إنفيكتوس، لدعم عملها في مساعدة العسكريين الدوليين المصابين والجرحى والمرضى والمتقاعديين.

### ألعاب إنفيكتوس 2023

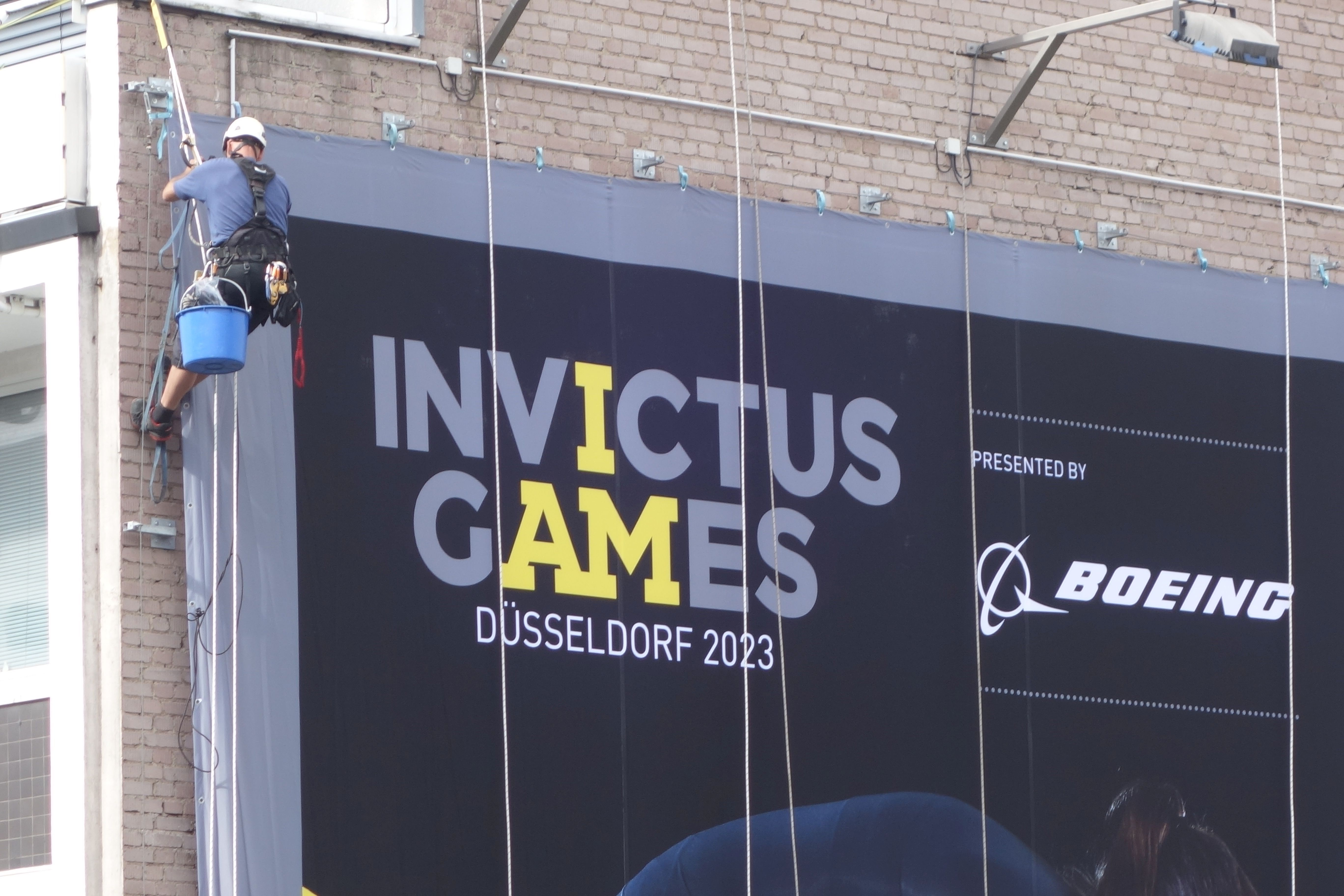
متسلق صناعى يقوم بتثبيت ملصق كبير لألعاب إنفيكتوس في دوسلدورف 2023.

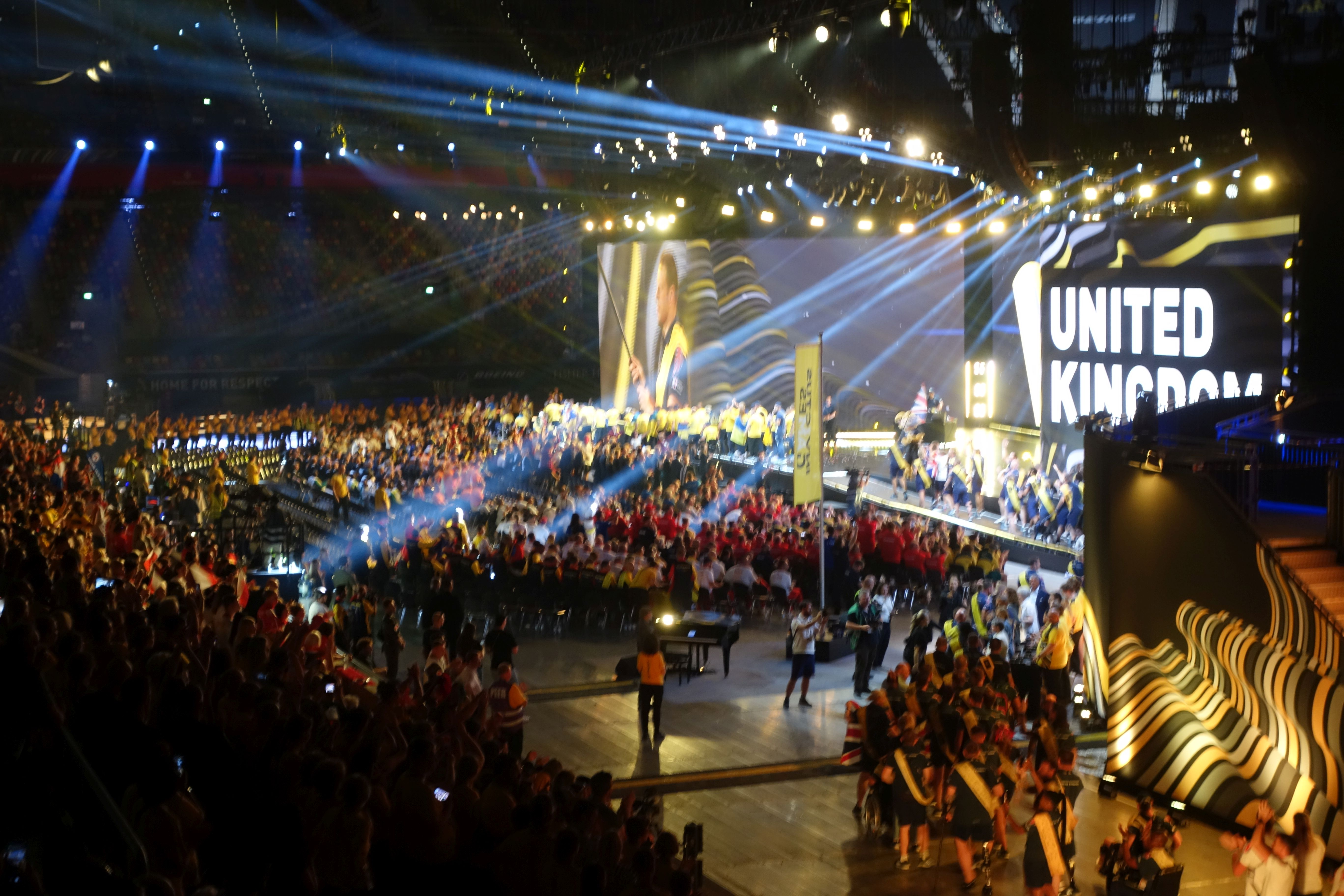
حفل ختام دورة ألعاب إنفيكتوس في دوسلدورف 2023، دخول المملكة المتحدة.

كان من المقرر إقامة الألعاب في 2022 في دوسلدورف، ألمانيا، في ملعب ميركور سبيل أرينا. بعد تأجيل ألعاب 2020 إلى عام 2022، تم تأجيل ألعاب دوسلدورف إلى عام 2023.

### ألعاب إنفيكتوس 2025
في 22 أبريل 2022، أعلن دوق ساسكس أن ألعاب 2025 ستُقام في فانكوفر وويستلر، كندا. ومن المخطط أن تكون هذه الألعاب الأولى التي تتضمن الرياضات الشتوية التكيفية، بما في ذلك التزلج على جبال الألب، وتزلج البلاد الشمالية، وسباق الزلاجات الصدرية، وكيرلينغ الكراسي المتحركة. تم تقديم العرض لاستضافة الألعاب بواسطة مؤسسة "الحب الوطنى الحقيقى"، بالتعاون مع حكومة كندا، ومقاطعة كولومبيا البريطانية، والبلديتين الكنديتين، وبالشراكة مع الأمم الأصلية المحلية: ليلويت، موسكوام، سكواميش، وتسليلووتوث.

### ألعاب إنفيكتوس 2027
في يوليو 2024، تم الإعلان عن استضافة برمنغهام لألعاب إنفيكتوس 2027، والتي ستُقام في المركز الوطني للمعارض.

## روابط خارجية
- الموقع الرسمي

1. ↑  The 2020 Invictus Games were held in 2022, after initially being postponed to 2021, but later being postponed to 2022, due to the جائحة فيروس كورونا.